# Нагорний Олексій Петрович
Олексій Петрович Нагорний (рос. Алексей Петрович Нагорный; * 24 січня 1922, Баку — † 24 січня 1984, Москва) — російський письменник, сценарист. Лауреат Державної премії СРСР (1978).

## Біографія
Учасник Другої світової війни, військовий льотчик. Деякий час воював в частині, якою командував Василь Сталін. З 1945 року працював у «Совинформбюро», на радіо. Закінчив Інститут іноземних мов (1949) і Військово-повітряну академію (1952). В 1956 році зустрічався з Юрієм Андроповим, в той час — послом СРСР в Угорщині. В 1957 році залишив військову службу, того ж року очолював штаб Першого Московського кінофестивалю.
Автор сценаріїв фільмів:
- «Червоні вітрила» (1961),
- «Страчені на світанку»,
- «Таємничий чернець» (у співавт.),
- «Один з нас» (1970)
- «Крадіжка» — (1970)
- «Схованка біля Червоних каменів» (1972)
- «Фаворит» (1976)
- «Народжена революцією» (1974—1977, телесеріал, 10 серій, у співавторстві з Гелієм Рябовим).
- «Державний кордон», телесеріал.

## Цікаві факти
- В інституті іноземних мов навчався під прізвищем Шишканов
- Літературний псевдонім — Гребенськой